# Kotromanić
Les Kotromanić forment une dynastie qui dirigea la Bosnie à partir du XIIIe siècle. Ils furent d'abord bans de Bosnie et, à partir de 1377, rois de Bosnie et, officiellement, rois ou despotes de Serbie jusqu'à la conquête ottomane en 1463.

## Liste des souverains

### Bans de Bosnie
- Prijezda Ier(1250-1287)
- Prijezda II (1287-1290)
- Étienne Ier Kotroman (1287-1299)
- Étienne II Kotromanić (1322-1353)
- Stefan Tvrtko Ier (1353-1377)

### Rois de Bosnie
- Stefan Tvrtko Ier (1377-1391)
- Étienne Dabicha (1391-1395)
- Jelena Gruba (1395-1398)
- Étienne-Ostoïa (1398-1404)
- Tvrtko II (1404-1409)
- Étienne-Ostoïa (1409-1418)
- Étienne Ostojić (1418-1421)
- Tvrtko II (1421-1443)

Armoiries du royaume de Bosnie

- Étienne-Thomas (1443-1461), marié à Catherine Kosača (1446-1461)
- Étienne Tomašević (1459-1463)

## Arbre généalogique
- Prijezda Ier (mort en 1287), ban de Bosnie
  - Prijezda II (mort en 1290), ban de Bosnie
  - Étienne Ier Kotroman (mort en 1314), ban de Bosnie, épouse Élisabeth de Serbie (en), fille de Stefan Dragutin
    - Étienne II Kotromanić (mort en 1353), ban de Bosnie, épouse Élisabeth de Cujavie (en), fille de Casimir III de Gniewkowo
      - Élisabeth (morte en 1387), épouse Louis Ier de Hongrie
      - Catherine, épouse Herman Ier de Celje

    - Vladislav Kotromanić (mort en 1354), ban de Bosnie, épouse Jelena Šubić (en)
      - Stefan Tvrtko Ier (mort en 1391), ban puis roi de Bosnie, épouse Dorothée de Bulgarie
        - Étienne-Ostoïa (mort en 1418), roi de Bosnie, épouse Vitača (en) puis Kujava Radinović (en) puis Jelena Nelipić (en)
          - Étienne Ostojić (mort en 1421), roi de Bosnie
          - Radivoj (mort en 1463), antiroi de Bosnie
            - Tvrtko (mort en 1463)
            - Georges
            - Matthias (mort après 1471), roi fantoche de Bosnie

          - Étienne-Thomas (mort en 1461), roi de Bosnie, épouse Vojača (en) puis Catherine Kosača
            - Étienne Tomašević (1438-1463), roi de Bosnie, épouse Jelena Branković
            - Sigismond / Ishak Bey Kraloğlu (en) (mort après 1493)
            - Catherine

        - Tvrtko II (mort en 1443), roi de Bosnie, épouse Dorothée Garai (en) (morte en 1438)
        - Jelena (morte en 1435), épouse Przemko Ier d'Opava

      - Vuk (en) (mort après 1378), ban de Bosnie
      - ? Stjepan Dabiša (mort en 1395), roi de Bosnie, épouse Jelena Gruba (morte en 1398), reine de Bosnie

    - Ninoslav
    - Catherine, épouse Nicolas de Zachlumie en 1338

Stjepan Dabiša est peut-être le fils illégitime de Vladislav Kotromanić ou un fils de son frère Ninoslav. Il est donc soit le demi-frère, soit le cousin du roi Stefan Tvrtko Ier.